# Malese Jow
Malese Jow (født 18. februar 1991) er en amerikansk skuespiller, sanger og sangskriver. Hun er bedst kendt for sin rolle som Geena Fabiano, en pige interesseret i mode og design i Nickelodeons teenage sitcom Unfabulous, og Anna, en teenagevampyr i The CWs tv-drama The Vampire Diaries.